# 金黃旗鱂
金黃旗鱂，為輻鰭魚綱鯉齒目鰕鱂亞目鰕鱂科的其中一種，為熱帶淡水魚，被IUCN列為易危保育類動物，分布於非洲加彭南部Lolo及Yaou河流域，體長可達5公分，棲息在山區流動快速的小溪，生活習性不明，可作為觀賞魚。

## 擴展閱讀
維基物種上的相關：金黃旗鱂